# 兵庫県道26号宍粟新宮線
兵庫県道26号宍粟新宮線（ひょうごけんどう26ごう しそうしんぐうせん）は、兵庫県宍粟市山崎町からたつの市新宮町を結ぶ県道（主要地方道）である。通称、山崎街道。

## 概要

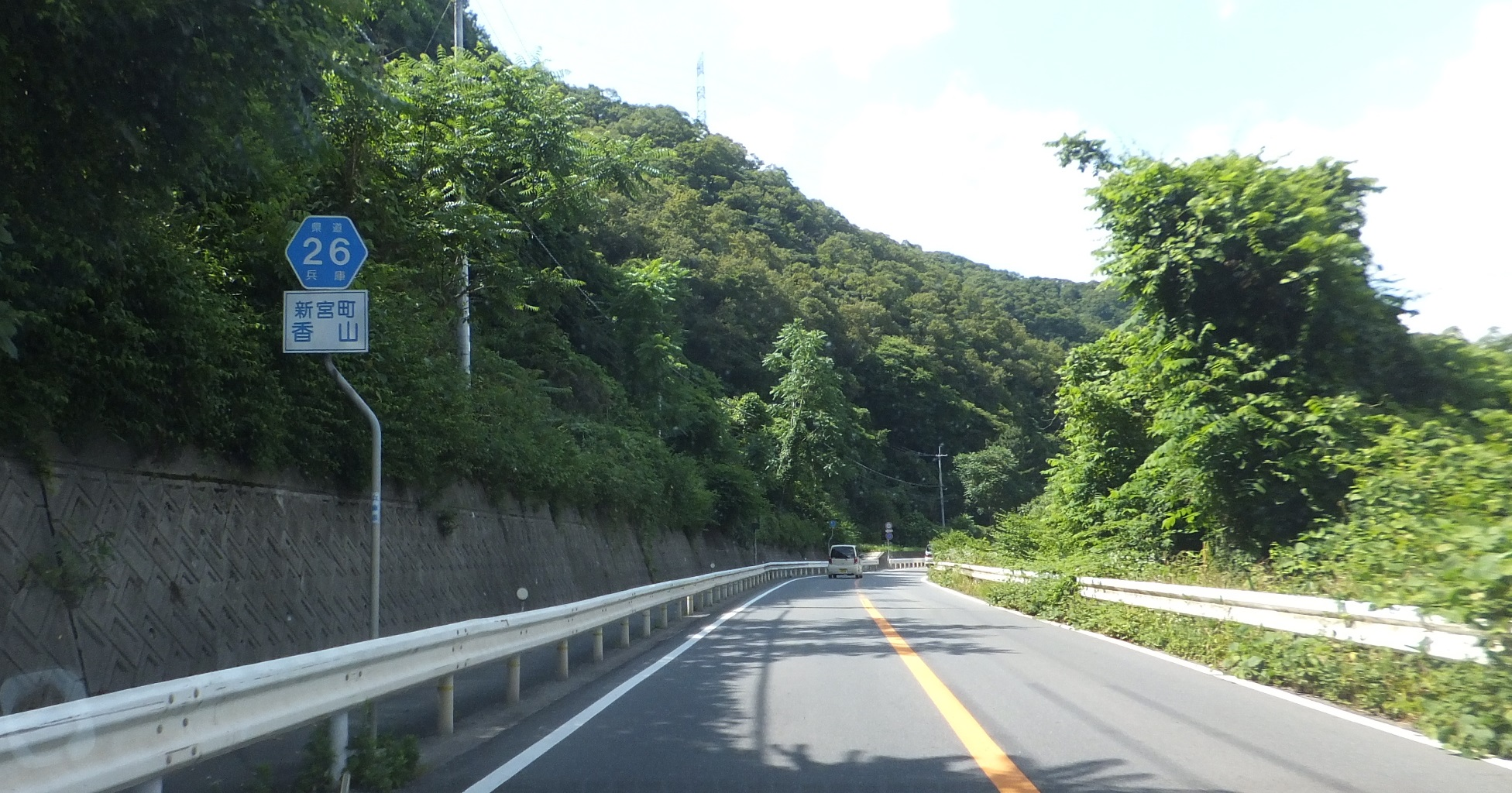
本道の標識
たつの市新宮町香山

### 路線データ

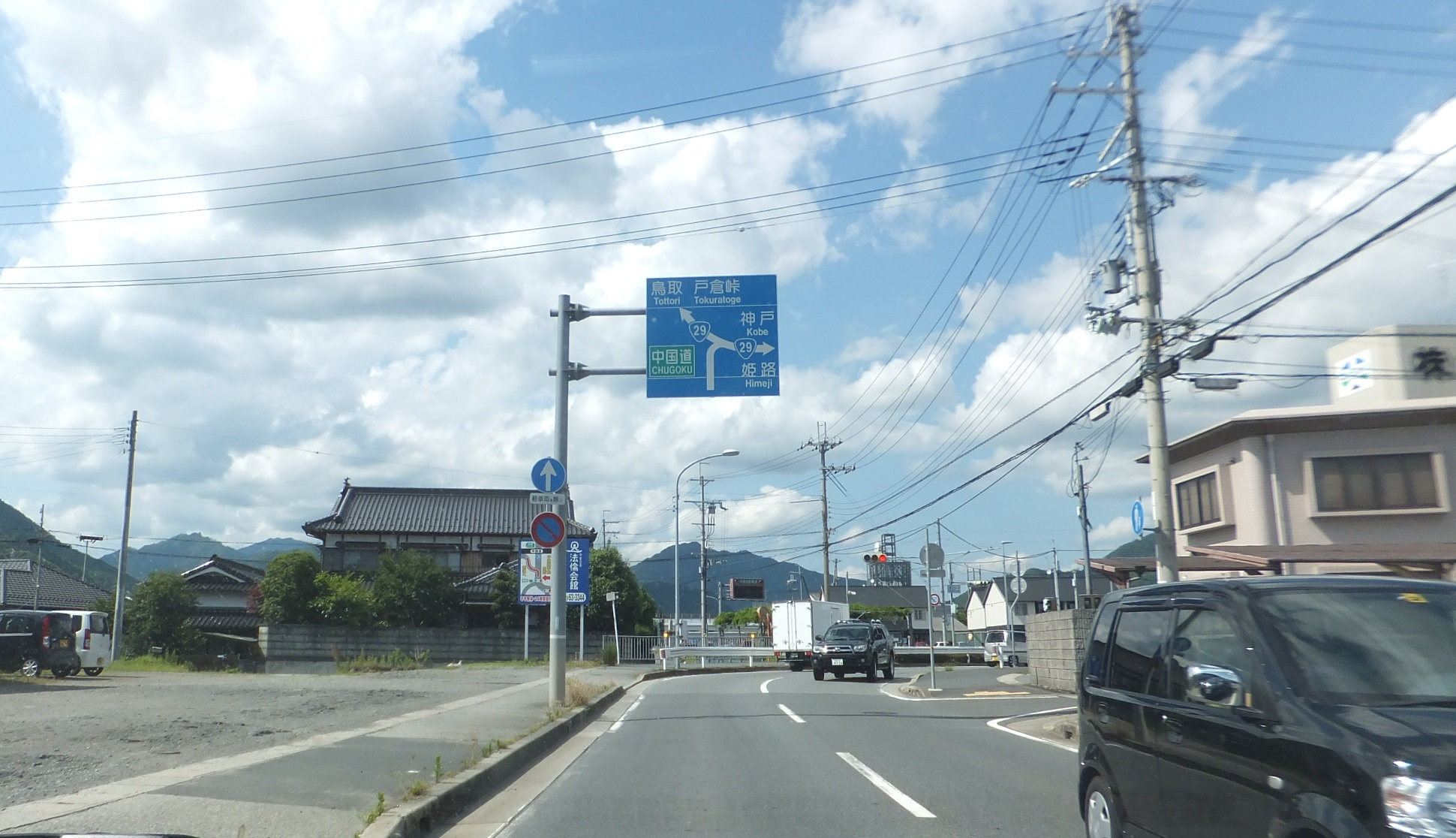
起点付近
宍粟市山崎町野

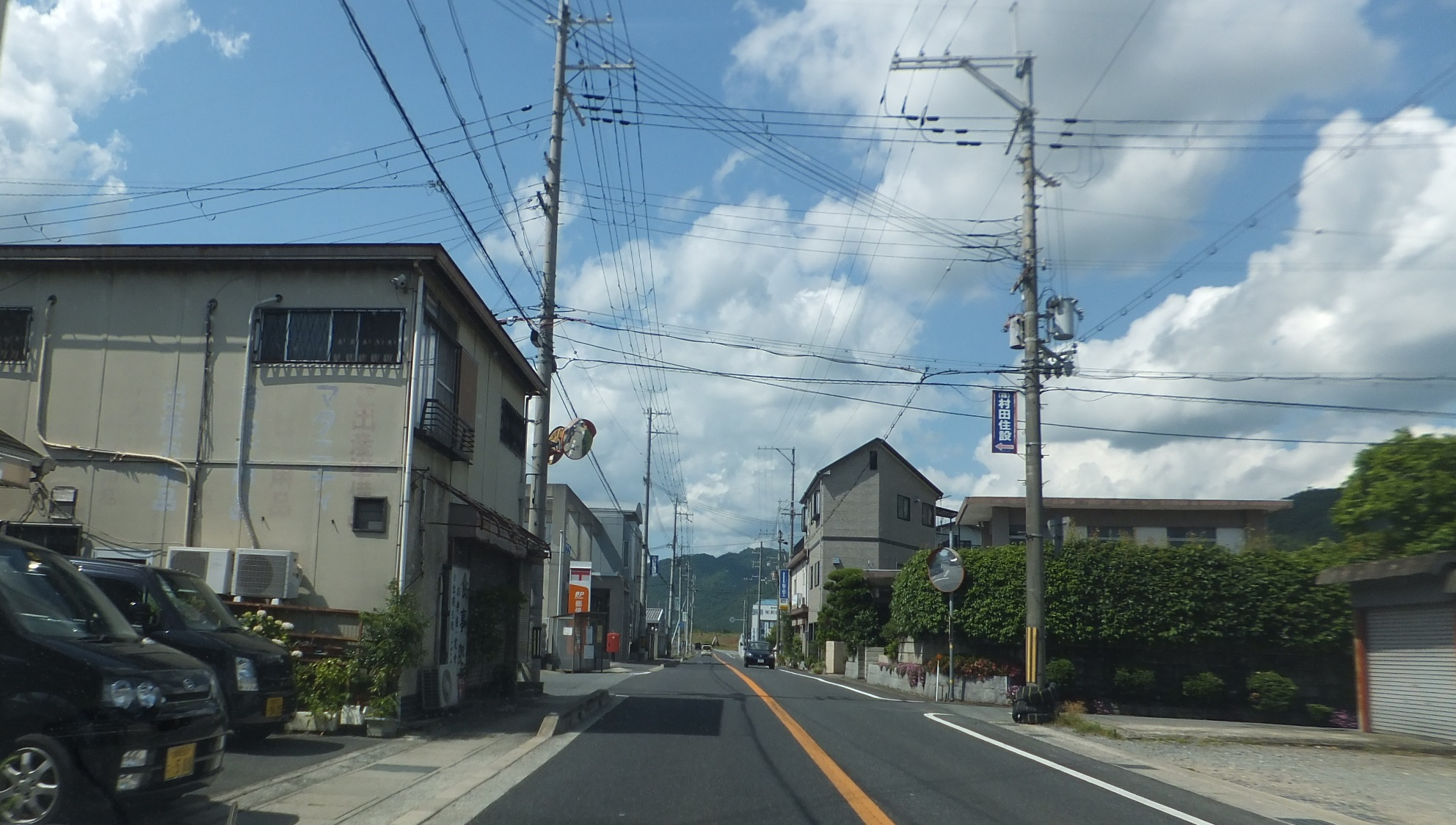
終点付近
たつの市新宮町新宮

- 起点：宍粟市山崎町船元（国道29号交点、山崎インター南交差点）
- 終点：たつの市新宮町新宮（国道179号交点、新宮三差路交差点）
- 総延長：約10.531 km

## 歴史
- 1954年（昭和29年）
  - 1月20日 - 建設省（現・国土交通省）が主要地方道山崎太子線を指定。
  - 11月24日 - 兵庫県が主要県道山崎太子線を認定。整理番号は28。
- 1959年（昭和34年）11月1日 - 整理番号を26へ変更。
- 1964年（昭和39年）12月28日 - 建設省が主要県道山崎太子線の一部を山崎新宮線として主要地方道に指定。
- 1966年（昭和41年）2月1日 - 兵庫県が主要県道山崎太子線を廃止し主要県道山崎新宮線を認定。整理番号は26。
- 1993年（平成5年）5月11日 - 建設省から、主要県道山崎新宮線が山崎新宮線として主要地方道に再び指定される[2]。
- 2006年（平成18年）4月1日 - 宍粟新宮線へ改称。

## 地理

### 通過する自治体
- 宍粟市
- たつの市

### 交差する道路
| 交差する道路                         | 市町村名 | 交差する場所           | 交差する場所                |
| ------------------------------------ | -------- | ---------------------- | --------------------------- |
| 国道29号 兵庫県道23号三木宍粟線 重複 | 宍粟市   | 山崎町船元             | 山崎インター南交差点 / 起点 |
| 兵庫県道80号宍粟香寺線               | 宍粟市   | 山崎町御名（ごみょう） | 御名交差点                  |
| 兵庫県道434号上笹千本停車場線        | たつの市 | 新宮町香山             |                             |
| 兵庫県道432号宇原新宮線              | たつの市 | 新宮町下野             |                             |
| 国道179号                            | たつの市 | 新宮町新宮             | 新宮三差路交差点 / 終点     |